# Ronny Heer
Ronny Heer (ur. 9 stycznia 1981 w Wolhusen) – szwajcarski narciarz klasyczny, specjalista kombinacji norweskiej, srebrny medalista mistrzostw świata juniorów.

## Kariera
Po raz pierwszy na arenie międzynarodowej Ronny Heer pojawił się w sezonie 1998/1999 Pucharu Świata B. W zawodach tego cyklu startował do sezonu 2004/2005, najlepsze wyniki osiągając w sezonie 2003/2004, który ukończył na dziewiątej pozycji. W międzyczasie osiągnął swój jedyny sukces w kategorii juniorów wraz z kolegami zdobywając srebrny medal w konkursie drużynowym podczas mistrzostw świata juniorów w Saalfelden w 1999 roku. W Pucharze Świata zadebiutował 5 lutego 2000 roku w japońskiej Hakubie, gdzie zajął 42. miejsce w zawodach metodą Gundersena.
W Pucharze Świata startował do sezonu 2010/2011, jednak ani razu nie stanął na podium indywidualnych zawodów. Najlepszy wynik w konkursach tego cyklu osiągnął 7 lutego 2009 roku w Seefeld in Tirol, gdzie był piąty w Gundersenie. W pucharowych zawodach drużynowych na podium stanął raz: 11 lutego 2005 roku we włoskim Pragelato wraz z kolegami zajął trzecie miejsce. W klasyfikacji generalnej najlepsze wyniki osiągnął w sezonach 2001/2002 oraz 2005/2006, w których plasował się na 19. pozycji. Lepiej spisywał się w Letnim Grand Prix w kombinacji norweskiej. W lecie 2008 roku uplasował się na trzeciej pozycji w klasyfikacji końcowej jedenastej edycji LGP, za Austriakiem Mario Stecherem i Finem Anssim Koivurantą. Na podium stanął raz: 29 sierpnia 2008 roku w Einsiedeln wygrał zawody metoda Gundersena. Rok później, podczas dwunastej edycji LGP ponownie był trzeci. Wyprzedzili go tylko Niemiec Tino Edelmann oraz Francuz Jonathan Félisaz. Szwajcar tym razem dwukrotnie stawał na podium, 8 sierpnia w Hinterzarten oraz 15 sierpnia 2009 roku w Einsiedeln zwyciężając w zawodach metodą Gundersena.
Pierwszą imprezą seniorską w jego karierze były mistrzostwa świata w Lahti w 2001 roku, gdzie wraz z kolegami zajął 10. miejsce. Indywidualnie startował w Gundersenie, jednak nie ukończył rywalizacji. Rok później, podczas igrzysk olimpijskich w Salt Lake City w obu startach indywidualnych zajął 29. miejsce, a w zawodach drużynowych Szwajcarzy z Heerem w składzie zajęli siódme miejsce. Startował także na mistrzostwach świata w Val di Fiemme w 2003 roku oraz mistrzostwach w Oberstdorfie w 2005 roku, jednak osiągał słabe wyniki. Najbliżej medalu był na igrzyskach olimpijskich w Turynie w 2006 roku, gdzie wraz z kolegami uplasował się na czwartej pozycji w zawodach drużynowych. Walkę o brązowy medal Szwajcarzy jednak wyraźnie przegrali z Finami. Najlepsze indywidualne wyniki osiągnął na mistrzostwach świata w Libercu w 2009 roku, gdzie był czternasty w Gundersenie na normalnej skoczni oraz na igrzyskach olimpijskich w Vancouver w 2010 roku, gdzie w tej samej konkurencji rywalizację ukończył na 11. pozycji. Bez sukcesów startował także na mistrzostwach świata w Oslo w 2011 roku. Ostatni oficjalny występ zaliczył 12 marca 2011 roku w Lahti, gdzie w zawodach Pucharu Świata metodą Gundersena zajął 44. miejsce. Wkrótce potem podjął decyzję o zakończeniu kariery.

## Osiągnięcia

### Igrzyska olimpijskie
| Miejsce | Dzień     | Rok  | Miejscowość    | Konkurencja           | Wynik zwycięzcy | Strata  | Zwycięzca           |
| ------- | --------- | ---- | -------------- | --------------------- | --------------- | ------- | ------------------- |
| 29.     | 9 lutego  | 2002 | Salt Lake City | Gundersen K-90/15 km  | 39:11,7         | +5:28,3 | Samppa Lajunen      |
| 7.      | 14 lutego | 2002 | Salt Lake City | Sztafeta K-90/4x5 km  | 48:42,2         | +3:25,7 | Finlandia           |
| 29.     | 21 lutego | 2002 | Salt Lake City | Sprint K-120/7,5 km   | 16:40,1         | +1:53,9 | Samppa Lajunen      |
| 24.     | 11 lutego | 2006 | Pragelato      | Gundersen HS106/15 km | 39:44,6         | +3:42,4 | Georg Hettich       |
| 4.      | 15 lutego | 2006 | Pragelato      | Sztafeta HS134/4x5 km | 49:52,6         | +1:22,3 | Austria             |
| 20.     | 21 lutego | 2006 | Pragelato      | Sprint HS134/7,5 km   | 18:29,0         | +1:08,7 | Felix Gottwald      |
| 11.     | 14 lutego | 2010 | Vancouver      | Gundersen HS106/10 km | 25:47,1         | +38,1   | Jason Lamy Chappuis |
| 9.      | 23 lutego | 2010 | Vancouver      | Sztafeta HS140/4x5 km | 49:31,6         | +4:18,2 | Austria             |
| 22.     | 25 lutego | 2010 | Vancouver      | Gundersen HS140/10 km | 25:32,9         | +2:16,6 | Bill Demong         |

### Mistrzostwa świata
| Miejsce | Dzień     | Rok  | Miejscowość   | Konkurencja              | Wynik zwycięzcy | Strata  | Zwycięzca           |
| ------- | --------- | ---- | ------------- | ------------------------ | --------------- | ------- | ------------------- |
| DNF     | 15 lutego | 2001 | Lahti         | Gundersen K-90/15 km     | 39:26,7         | -       | Bjarte Engen Vik    |
| 10.     | 20 lutego | 2001 | Lahti         | Sztafeta K-90/4x5 km     | 48:54,1         | +5:14,6 | Norwegia            |
| 31.     | 21 lutego | 2003 | Val di Fiemme | Gundersen K-95/15 km     | 37:54,2         | +4:59,3 | Ronny Ackermann     |
| 8.      | 24 lutego | 2003 | Val di Fiemme | Sztafeta K-95/4x5 km     | 47:23,9         | +5:44,4 | Austria             |
| 21.     | 28 lutego | 2003 | Val di Fiemme | Sprint K-120/7,5 km      | 18:47,8         | +1:31,4 | Johnny Spillane     |
| 28.     | 18 lutego | 2005 | Oberstdorf    | Gundersen HS100/15 km    | 38:56,2         | +3:22,7 | Ronny Ackermann     |
| 6.      | 23 lutego | 2005 | Oberstdorf    | Sztafeta HS137/4x5 km    | 49:45,5         | +2:44,0 | Norwegia            |
| 31.     | 27 lutego | 2005 | Oberstdorf    | Sprint HS137/7,5 km      | 20:15,6         | +3:07,1 | Ronny Ackermann     |
| 18.     | 23 lutego | 2007 | Sapporo       | Sprint HS134/7,5 km      | 17:40,2         | +2:09,9 | Hannu Manninen      |
| 5.      | 25 lutego | 2007 | Sapporo       | Sztafeta HS134/4x5 km    | 49:14,9         | +3:41,8 | Finlandia           |
| 21.     | 3 marca   | 2007 | Sapporo       | Gundersen HS100/15 km    | 38:35,6         | +3:43,9 | Ronny Ackermann     |
| 31.     | 20 lutego | 2009 | Liberec       | Start masowy HS100/10 km | 24:49,7         | +1:02,3 | Todd Lodwick        |
| 14.     | 22 lutego | 2009 | Liberec       | Gundersen HS100/10 km    | 24:22,3         | +2:04,0 | Todd Lodwick        |
| 28.     | 28 lutego | 2009 | Liberec       | Gundersen HS134/10 km    | 23:36,6         | +2:37,3 | Bill Demong         |
| 25.     | 26 lutego | 2011 | Oslo          | Gundersen HS106/10 km    | 25:19,2         | +2:14,0 | Eric Frenzel        |
| 27.     | 2 marca   | 2011 | Oslo          | Gundersen HS134/10 km    | 25:31,6         | +2:31,7 | Jason Lamy Chappuis |
| 8.      | 4 marca   | 2011 | Oslo          | Sztafeta HS134/4x5 km    | 48:07,8         | +3:04,8 | Austria             |

### Mistrzostwa świata juniorów
| Miejsce | Dzień    | Rok  | Miejscowość | Konkurencja          | Wynik zwycięzcy | Strata | Zwycięzca         |
| ------- | -------- | ---- | ----------- | -------------------- | --------------- | ------ | ----------------- |
| 2.      | 4 lutego | 1999 | Saalfelden  | Sztafeta K-90/4x5 km | ?               | ?      | Stany Zjednoczone |

### Puchar Świata

#### Miejsca w klasyfikacji generalnej
- sezon 1999/2000: 61.
- sezon 2000/2001: 54.
- sezon 2001/2002: 19.
- sezon 2002/2003: 36.
- sezon 2003/2004: 30.
- sezon 2004/2005: 52.
- sezon 2005/2006: 19.
- sezon 2006/2007: 21.
- sezon 2007/2008: 33.
- sezon 2008/2009: 27.
- sezon 2009/2010: 24.
- sezon 2010/2011: 27.

#### Miejsca na podium chronologicznie
Heer nigdy nie stał na podium indywidualnych zawodów Pucharu Świata.

### Puchar Kontynentalny

#### Miejsca w klasyfikacji generalnej
- sezon 1998/1999: 61.
- sezon 1999/2000: 37.
- sezon 2000/2001: 18.
- sezon 2003/2004: 9.
- sezon 2004/2005: 16.

#### Miejsca na podium chronologicznie
| Nr | Data             | Miejscowość | Konkurencja          | Wynik zwycięzcy | Pozycja | Strata | Zwycięzca         |
| -- | ---------------- | ----------- | -------------------- | --------------- | ------- | ------ | ----------------- |
| 1. | 2 marca 2001     | Chaux-Neuve | Gundersen K90/15 km  | ?               | 2.      | ?      | Andrej Jezeršek   |
| 2. | 9 stycznia 2005  | Pragelato   | Sprint HS140/7,5 km  | ?               | 3.      | +9,8   | Ivan Rieder       |
| 3. | 13 stycznia 2006 | Chaux-Neuve | Sprint HS97/7,5 km   | 20:22,5         | 1.      | -      | -                 |
| 4. | 14 stycznia 2006 | Chaux-Neuve | Gundersen HS97/15 km | 42:19,1         | 2.      | +21,1  | Andreas Hurschler |
| 5. | 20 stycznia 2006 | Oberstdorf  | Sprint HS137/7,5 km  | 17:36,5         | 1.      | -      | -                 |
| 6. | 27 stycznia 2006 | Karpacz     | Gundersen HS94/15 km | ?               | 1.      | -      | -                 |
| 7. | 28 stycznia 2006 | Karpacz     | Sprint HS94/7,5 km   | 17:36,5         | 1.      | -      | -                 |

### Letnie Grand Prix

#### Miejsca w klasyfikacji generalnej
- 1999: 19.
- 2000: 18.
- 2001: 37.
- 2002: 25.
- 2003: 19.
- 2004: 35.
- 2005: 29.
- 2006: 12.
- 2007: 26.
- 2008: 3.
- 2009: 3.
- 2010: 10.

#### Miejsca na podium chronologicznie
| Nr | Data             | Miejscowość  | Konkurencja           | Wynik zwycięzcy | Pozycja | Strata | Zwycięzca |
| -- | ---------------- | ------------ | --------------------- | --------------- | ------- | ------ | --------- |
| 1. | 1 sierpnia 2008  | Einsiedeln   | Gundersen HS117/10 km | 26:52,7         | 1.      | -      | -         |
| 2. | 8 sierpnia 2009  | Hinterzarten | Gundersen HS108/10 km | 27:17,1         | 1.      | -      | -         |
| 3. | 15 sierpnia 2009 | Einsiedeln   | Gundersen HS117/10 km | 25:49,0         | 1.      | -      | -         |